# Psychilis kraenzlinii
Psychilis kraenzlinii là một loài thực vật có hoa trong họ Lan. Loài này được (Bello) Sauleda miêu tả khoa học đầu tiên năm 1988.